# Brenda Taylor
Brenda Taylor (Estados Unidos, 9 de febrero de 1979) es una atleta estadounidense especializada en la prueba de 4x400 m, en la que consiguió ser medallista de bronce mundial en pista cubierta en 2003.

## Carrera deportiva
En el Campeonato Mundial de Atletismo en Pista Cubierta de 2003 ganó la medalla de bronce en los relevos de 4x400 metros, llegando a meta en un tiempo de 3:31.69 segundos, tras Rusia y Jamaica (plata).